# Фриц Тиле
Фриц Тиле (на немски: Fritz Thiele) е германски генерал от Вермахта, участвал в опита за убийство на фюрера Адолф Хитлер от 20 юли 1944 г.

## Биография
Тиле е роден в Берлин и се присъединява към армията през 1914 г. Работейки в тясно сътрудничество с началника на армейските комуникации, генерал Ерих Фелгибел, той участва в опита за убийство на Адолф Хитлер на 20 юли 1944 г. Той е отговорен като част от опита за преврат в усилието да прекъсне комуникациите между офицерите, верни на Хитлер и въоръжените сили в района, и от комуникационния център на Бендлерблок в Берлин, той предава решаващо послание от Фелгибел на генерал Фридрих Олбрихт и останалите заговорници, че опитът за убийство е неуспешен, но опитът за държавен преврат трябва да продължи. Има различни данни за времето, когато той предоставя този отчет.
Самият Тиле не иска да продължи с опита за преврат, когато знае, че Хитлер е жив, и той напуска Бендлерблок и отива при Валтер Шеленберг в Главно управление за сигурност на Райха в опит да се дистанцира от събитията.
След ареста на Фелгибел той е назначен да поеме неговите задължения, преди да бъде арестуван от Гестапо на 11 август 1944 г. Тиле е осъден на смърт на 21 август 1944 г. от Народна съдебна палата и обесен на 4 септември 1944 г. в затвора Пльоцензе в Берлин.